# 竜田口駅
竜田口駅（たつたぐちえき）は、熊本県熊本市北区黒髪七丁目にある、九州旅客鉄道（JR九州）豊肥本線の駅である。

## 歴史
- 1914年（大正3年）6月21日：鉄道院（後の日本国有鉄道）宮地軽便線の開通に伴い開業[3]。
- 1928年（昭和3年）12月2日：路線名の改称に伴い、豊肥本線の駅となる[3]。
- 1984年（昭和59年）2月1日：荷物扱い廃止[4]。
- 1987年（昭和62年）4月1日：国鉄分割民営化により九州旅客鉄道（JR九州）・日本貨物鉄道（JR貨物）の駅となる[3]。
- 1990年（平成2年）1月1日：JR貨物の駅が休止、貨物列車の設定廃止[3][4]。
  - 駅付近に日本石油（現在のENEOS）熊本油槽所があり、施設への専用線もあった。鶴崎駅隣接の九州石油大分製油所からここまで、石油送貨物列車が運行されていた。
- 1993年（平成5年）12月1日：JR貨物の駅（貨物の取扱）が廃止[3][4]。
- 2012年（平成24年）12月1日：交通系ICカードSUGOCA導入[5]。
- 2022年（令和4年）3月12日：無人化[6]。

## 駅構造
木造駅舎と島式ホーム1面2線を有する地上駅。互いのホームは構内踏切で連絡している。木造駅舎を有する。無人駅である。

### のりば
| のりば | 路線      | 方向 | 行先               | 備考 |
| ------ | --------- | ---- | ------------------ | ---- |
| 1      | ■豊肥本線 | 下り | 肥後大津・阿蘇方面 |      |
| 2      | ■豊肥本線 | 上り | 水前寺・熊本方面   |      |

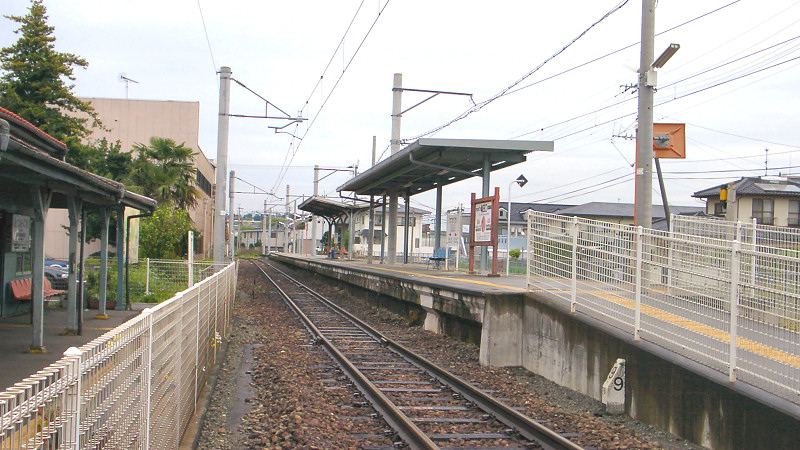
構内
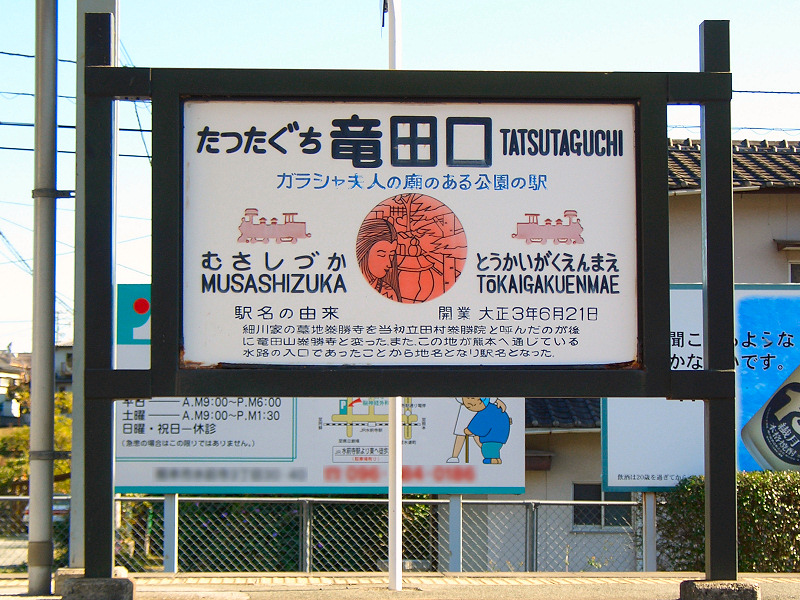
駅名標

## 利用状況
2023年（令和5年）度の1日平均乗車人員は745人である。
各年度の1日平均乗車人員は下表の通り。2016年度までについては、各年度総計のデータから該当年度の日数を除算し、小数点以下を四捨五入したもの。
| 年度   | 1日平均 乗車人員 | 出典        |
| ------ | ---------------- | ----------- |
| 2004年 | 454              | [ 利用 2 ]  |
| 2005年 | 455              | [ 利用 3 ]  |
| 2006年 | 472              | [ 利用 4 ]  |
| 2007年 | 471              | [ 利用 5 ]  |
| 2008年 | 462              | [ 利用 6 ]  |
| 2009年 | 465              | [ 利用 7 ]  |
| 2010年 | 500              | [ 利用 8 ]  |
| 2011年 | 555              | [ 利用 9 ]  |
| 2012年 | 562              | [ 利用 10 ] |
| 2013年 | 607              | [ 利用 11 ] |
| 2014年 | 608              | [ 利用 12 ] |
| 2015年 | 673              | [ 利用 13 ] |
| 2016年 | 677              | [ 利用 14 ] |
| 2017年 | 704              | [ 利用 15 ] |
| 2018年 | 732              | [ 利用 16 ] |
| 2019年 | 732              | [ 利用 17 ] |
| 2020年 | 557              | [ 利用 18 ] |
| 2021年 | 627              | [ 利用 19 ] |
| 2022年 | 719              | [ 利用 20 ] |
| 2023年 | 745              | [ 利用 1 ]  |

## 駅周辺

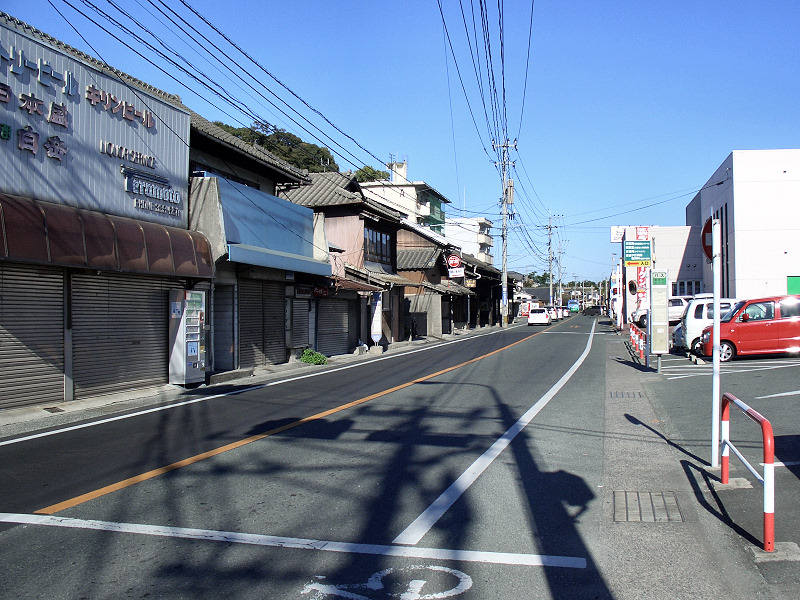
駅前

周辺は白川と立田山に挟まれた狭い土地であるが、山に沿うように住宅街が広がっている。
- 熊本大学
- 熊本国際民藝館
- 泰勝寺跡[1]
- 桜山神社
- 浦山横穴群（県指定史跡）
- 国道3号熊本北バイパス
- 熊本県道337号熊本菊陽線

## バス路線
最寄りのバス停留所は、駅前の広場および県道337号上に位置する竜田口駅前（たつだぐちえきまえ）バス停である。熊本市内中心部や楠団地・武蔵ヶ丘・光の森・大津方面の路線が通っている。
- 産交バス
  - 桜町バスターミナル行き
  - 西部車庫行き
  - 熊本駅前行き
  - 楠団地行き
  - 光の森産交行き
  - 大津産交行き/吹田団地行き

- 熊本電気鉄道
  - 桜町バスターミナル行き
  - 熊本駅前行き
  - 楠団地行き
  - 光の森駅行き
  - 武蔵ヶ丘行き

## 隣の駅
九州旅客鉄道（JR九州）
■豊肥本線
■普通
武蔵塚駅 - 竜田口駅 - 東海学園前駅

### 本文
1. 1 2 3 4 5  『週刊 JR全駅・全車両基地』 38号 大分駅・由布院駅・田主丸駅ほか、朝日新聞出版〈週刊朝日百科〉、2013年5月12日、23頁。
2. ↑  “熊本支店内各駅”.  JR九州鉄道営業. 2016年4月12日時点のオリジナルよりアーカイブ。2016年4月20日閲覧。
3. 1 2 3 4 5 6  朝日新聞出版分冊百科編集部 編『週刊 歴史でめぐる鉄道全路線 国鉄・JR』 27号・豊肥本線／久大本線、曽根悟（監修）、朝日新聞出版〈週刊朝日百科〉、2010年1月24日、14-15頁。
4. 1 2 3  石野哲 編『停車場変遷大事典 国鉄・JR編 Ⅱ』JTB、1998年10月、744頁。ISBN 978-4-533-02980-6。
5. ↑  『交通新聞』交通新聞社、2012年12月4日、1面。
6. ↑  『駅体制の見直しについて』（PDF）（プレスリリース）九州旅客鉄道、2021年12月23日。オリジナルの2021年12月23日時点におけるアーカイブ。2021年12月24日閲覧。
7. ↑  “竜田口駅前(たつだぐちえきまえ) 系統一覧/バス停時刻表検索”.   産交バス. 2023年5月26日閲覧。
8. ↑  “熊本電鉄バス　竜田口駅前バス停時刻”.   熊本電気鉄道. 2023年5月26日閲覧。

### 利用状況
1. 1 2  “駅別乗車人員上位300駅（2023年度）” (PDF).   九州旅客鉄道. 2024年8月31日時点のオリジナルよりアーカイブ。2024年10月5日閲覧。
2. ↑  「118.   Ｊ Ｒ 市 内 駅 乗 車 人 員」『熊本市統計書 平成１６年度版』熊本市総務局情報企画部統計課、2005年、126頁。
3. ↑  「118.   Ｊ Ｒ 市 内 駅 乗 車 人 員」『熊本市統計書 平成１７年度版』熊本市企画財政局企画広報部統計課、2006年。
4. ↑  「１１６.   Ｊ Ｒ 市 内 駅 乗 車 人 員員」『熊本市統計書 平成１８年度版』熊本市企画財政局企画広報部統計課、2007年3月。
5. ↑  「１１６.   Ｊ Ｒ 市 内 駅 乗 車 人 員」『熊本市統計書 平成１９年度版』熊本市企画財政局企画広報部統計課、2008年3月。
6. ↑  「１１-１　ＪＲ市内駅乗車人員」『熊本市統計書 平成２０年度版』熊本市企画財政局企画情報部統計課、2009年3月。
7. ↑  「１１-１　ＪＲ市内駅乗車人員」『熊本市統計書 平成２１年度版』熊本市企画財政局企画情報部統計課、2010年3月。
8. ↑  「11-1　ＪＲ市内駅乗車人員」『熊本市統計書 平成２２年度版』熊本市企画財政局企画情報部統計課、2011年3月。
9. ↑  「11-1　ＪＲ市内駅乗車人員」『熊本市統計書 平成２３年度版』熊本市企画財政局企画情報部統計課、2012年3月。
10. ↑  「11-1　ＪＲ市内駅乗車人員」『熊本市統計書 平成２４年度版』熊本市企画振興局統計課、2013年3月。
11. ↑  「11－１　ＪＲ市内駅乗車人員」『熊本市統計書 平成２５年度版』熊本市企画振興局統計課、2014年3月。
12. ↑  「11－１　ＪＲ市内駅乗車人員」『熊本市統計書 平成２６年度版』熊本市企画振興局統計課、2015年3月。
13. ↑  「11－１　ＪＲ市内駅乗車人員」『熊本市統計書 平成２７年度版』熊本市市民局統計課、2016年3月。
14. ↑  「11－１ ＪＲ市内駅乗車人員」『熊本市統計書 平成28年度版』（PDF）熊本市総務局総務課、2017年3月、91頁。
15. ↑  “駅別乗車人員上位300駅（2017年度）” (PDF).   九州旅客鉄道. 2019年7月6日時点のオリジナルよりアーカイブ。2024年10月5日閲覧。
16. ↑  “駅別乗車人員上位300駅（2018年度）” (PDF).   九州旅客鉄道. 2023年1月20日時点のオリジナルよりアーカイブ。2023年5月28日閲覧。
17. ↑  “駅別乗車人員上位300駅（2019年度）” (PDF).   九州旅客鉄道. 2023年4月18日時点のオリジナルよりアーカイブ。2023年5月28日閲覧。
18. ↑  “駅別乗車人員上位300駅（2020年度）” (PDF).   九州旅客鉄道. 2023年4月18日時点のオリジナルよりアーカイブ。2021年9月16日閲覧。
19. ↑  “駅別乗車人員上位300駅（2021年度）” (PDF).   九州旅客鉄道. 2023年5月16日時点のオリジナルよりアーカイブ。2023年5月28日閲覧。
20. ↑  “駅別乗車人員上位300駅（2022年度）” (PDF).   九州旅客鉄道. 2024年5月27日時点のオリジナルよりアーカイブ。2024年9月2日閲覧。